# Caroline Casaretto
Caroline Casaretto, née le 24 mai 1978 à Krefeld, est une joueuse de hockey sur gazon allemande. Elle remporte le titre olympique lors des Jeux olympiques d'été de 2004 à Athènes.

## Palmarès

### Jeux olympiques
- Jeux olympiques d'été de 2004 à Athènes ( Grèce)
  -  Médaille d'or.

### Champions Trophy
- Médaillée de bronze mondial en 1999 à Brisbane ( Australie)
- Vice-championne du Champions Trophy en 2000 à Amstelveen ( Pays-Bas)

### Champions Challenge
- Médaillée de bronze mondial en 2003 à Catane ( Italie)

### Championnat d'Europe
- Vice-championne d'Europe en 1999 à Cologne ( Allemagne)